# Ravachol
François Claudius Koenigstein (14. října 1859 Saint-Chamond – 11. července 1892 Montbrison), známý jako Ravachol, byl francouzský anarchista. Spáchal několik vražd a bombových atentátů mířících na byty veřejných úředníků, kteří soudili anarchisty. Svým postojem během procesu i svým rozhodně anarchistickým projevem se stal Ravachol v očích mnoha hrdinou a mučedníkem. Za své činy byl odsouzen k smrti a popraven na gilotině.

## Život

### Dětství
Ravachol se narodil v Saint-Chamond jako nejstarší dítě svého nizozemského otce a francouzské matky. Jako dospělý přijal dívčí příjmení své matky kvůli tomu, že jeho otec odešel od rodiny, když bylo Françoisovi osm let, a tím přivedl rodinu do problémů. Od té doby musel začít finančně podporovat svoji matku, sestru, bratra a k tomu se ještě staral o svého synovce. Zažil těžké dětství poznamenané chudobou.

### Pozdější léta, atentáty a souvislosti
Ravachol se živil jakými profesemi to bylo možné a za krátkou dobu ho bída přivedla ke kriminální dráze. Nejdříve kradl a padělal peníze. Poté spáchal i vraždu, když se snažil okrást mnicha v Chamblés. Stal se politicky aktivním, začal se stýkat s anarchisty a organizacemi usilujícími o zlepšení pracovních podmínek.

#### Události předcházející atentátům
Původem pozdější série atentátů byla účast anarchistů na demonstracích za osmihodinovou pracovní dobu ve Fourmies 1. května 1891, kde policie zahájila palbu do davu, což mělo za následek smrt devíti z řad demonstrantů, a v Clichy , která přerostla v místní střety s policií. Tři anarchisté byli zatčeni a během tvrdého výslechu, kdy nejenom že byli podrobeni brutálnímu násilí, ale zároveň nebyla jednomu z nich po celou dobu zadržení umožněna lékařská péče, ačkoliv měl vážná poranění,[zdroj?] s nimi následoval soud. Během něj žádal státní žalobce Boulot pro všechny nejtvrdší tresty, nicméně soud uložil tresty pětiletého a tříletého vězení pro 2 z obžalovaných, třetí byl osvobozen. Celá tato aféra vyvolala vlnu rozhořčení mezi anarchisty.

#### Atentáty
Ravachol byl přítelem oněch tří souzených anarchistů z řad demonstrantů v Clichy a rozhodl se, že je pomstí. Svůj první atentát spáchal 11. března 1892 - bombou způsobil explozi části budovy na bulváru SaintGermain. Jeho obětí měl být předseda soudu z Clichy Edmond Benoit, a přestože škody byly veliké, jako zázrakem nikdo nebyl zraněn. Ravachol se rozhodl pro další útok, tentokrát byl cílem nenáviděný státní zástupce Bulot z případu Clichy a jeho rezidence v domě na ulici Clichy. 27. března stejného roku došlo k výbuchu, škody byly ještě větší než v předešlém případě, ale opět nikdo nebyl zasažen. Mezitím proběhnul 15. března atentát v kasárnách v Lobau, což v té době ještě více vyburcovalo už tak alarmovanou policii, která věděla, že Ravachol je autorem prvního atentátu. Rozšířila do novin jeho portrét a jala se jej vyhledat za každou cenu. Ravachol v den druhého atentátu obědval v restauraci Véry, kde se zapředl do rozhovoru s jedním číšníkem jménem Lhérot. Později se zde Ravachol opět ukázal a Lhérot v něm poznal policií hledaného zločince. Ravachol byl následně zatčen policií. Bylo potřeba 10 mužů, aby ho dokázali zvládnout. Ještě než stačil začít soud s Ravacholem, vybuchla puma 25. dubna v restauraci Véry, mířená na Lhérota. On sám vyváznul, ovšem dva lidé byli zabiti.

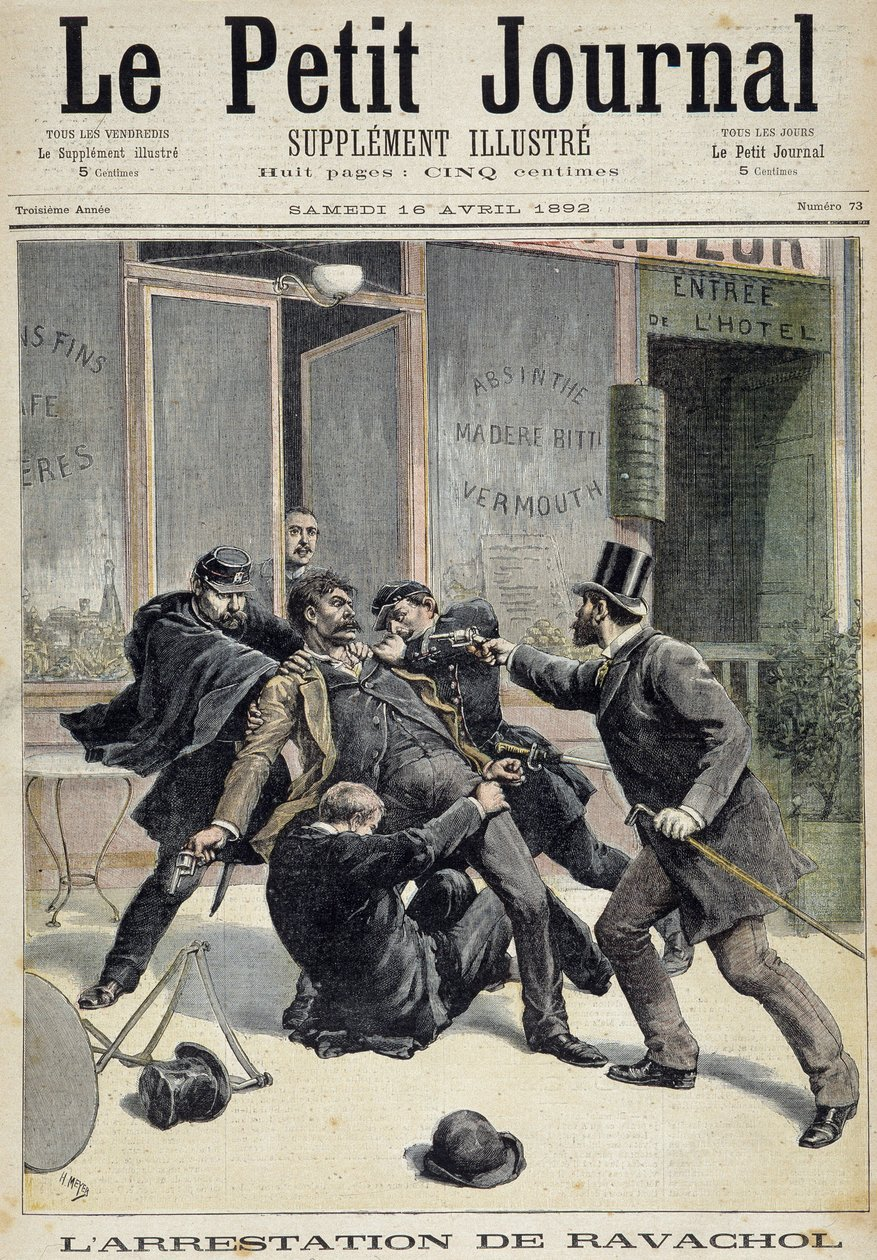
Barvité zatčení Ravachola v roce 1892 při jeho odchodu z restaurace

#### Soud
Soud s Ravacholem probíhal za zájmu médií a anarchistů. Ravachol se během něj stal svým přístupem, chováním a charismatem dokonalým mučedníkem propagandy činem. Zatímco na sebe vzal veškerou odpovědnost za atentáty, byl veřejnosti předkládán jeho životní příběh člověka, který mládí prožil v bídě a musel se starat o celou rodinu. Původně byl odsouzen k trvalým pracím na doživotí, ale jeho trest byl změněn po jeho dalším soudu v Montbrisonu pro činy spáchané ještě před jeho prvním atentátem. Ač přiznal vraždu mnicha ze Chambles a vykradení jedné hrobky, kde očekával nalezení drahocenné bižuterie, razantně odmítal další vraždu, které mu byla přisuzována. Přesto stále zachovával během celého svého procesu naprosto pozoruhodný klid, vždy mluvil bez jediné známky větších emocí. Verdikt o svém trestu smrti přijal s tradičním anarchistickým heslem: „Ať žije anarchie.“

#### Smrt a ohlasy
Po jeho smrti na popravišti skončilo odsuzování Ravachola jako obyčejného zločince, naopak byla počátkem vzniku legendy Ravachola jako mučedníka. Stal se legendou nejen pro anarchisty ale i pro společnost mimo hnutí.[zdroj?]

#### Vliv
Anarchista Auguste Vaillant, chudý 32letý dělník neschopný uživit rodinu, 9. prosince 1893 při zasedání francouzského parlamentu v Palais Bourbon vrhl z galerie pro obecenstvo do sálu bombu z výbušniny a hřebíků. Exploze lehce zranila kolem dvou desítek osob včetně Vaillanta samotného. Svůj čin vysvětlil jako odvetu za popravu anarchisty Ravachola.

## Výňatek z Ravacholova proslovu před popravou
| „                             | Co je tedy za potřebí? Zničte chudobu, která je semeništěm zločinu, tím, že zaručíte všem lidem naplnění jejich potřeb! Jak je těžké to uskutečnit! Založení společnosti na novém základě je vše, co potřebujeme. Společnosti, kde si budou všichni rovni, kde bude každý pracovat podle svých schopností a síly a kde každý dostane podle svých potřeb. Jedině potom nebudeme dál muset sledovat, jak lidé žebrají pro kousek kulatého kovu, který je zotročuje a ničí. Nebudeme muset sledovat ženy, které se vzdávají svého půvabu, jako by byl pouhým zbožím, výměnou za ten samý kousek kovu, který nám brání rozeznat pravou lásku od falešné. Nebudeme se dál muset dívat na vrahy a další, kteří zabíjejí proto, aby tento kov získali. Znamená to, že všechny zločiny jsou ze své podstaty vždycky stejné a museli byste být pošetilí, abyste to neviděli. Ano, opakuji: je to společnost, která dělá zločince zločincem a vy, porotci, byste měli místo jejich odsuzování použít k nápravě společnosti svoji inteligenci a sílu. Okamžitě byste tak potlačili veškerý zločin; pokud se budete zabývat příčinami, vaše práce bude plodnější než spravedlnost, která se omezuje na pouhé trestání jejich následků. | “ |
| — Ravachol, 11. července 1892 | |   |